# Красный Яр (Кривошеинский район)
Кра́сный Яр — село в Кривошеинском районе Томской области (Россия). Административный центр и единственный населенный пункт Красноярского сельского поселения.

## География
Село расположено в 188 км от Томска. Имеющийся зимник (через Орловку) сокращает путь до 60 км.

## История
Основано в 1910 г. В 1926 году деревня Красный Яр состояла из 25 хозяйств, основное население — русские. В составе Николаевского сельсовета Кривошеинского района Томского округа Сибирского края.
В 1957 году Красный Яр получил статус посёлка городского типа. С 1992 года Красный Яр — сельский населённый пункт.
С 2021 г. в Красном Яре действует родовая селькупская община имени Павла Тимофеева Сагеева.

## Население
| 1926  | 1959  | 1970  | 1979  | 1989  | 2002  | 2010  |
| ----- | ----- | ----- | ----- | ----- | ----- | ----- |
| 106   | ↗8780 | ↘6367 | ↘5442 | ↘4624 | ↘3119 | ↘2474 |
| 2012  | 2013  | 2014  | 2015  | 2016  | 2017  | 2018  |
| ↘2396 | ↘2366 | ↘2291 | ↘2230 | ↘2175 | ↘2119 | ↘2059 |
| 2019  | 2020  | 2021  |       |       |       |       |
| ↘1998 | ↘1954 | ↗2212 |       |       |       |       |

## Известные уроженцы
Быконя, Валентина Викторовна (1947—2014) — лингвист, крупнейший специалист по южноселькупской лексикологии, доктор филологических наук, профессор ТГПУ.